# Василько Владимирович
Василько Владимирович (ум. после 1218) — старший сын Владимира Ярославича, галицкого князя.
По летописным данным (под 1188 годом) известно о рождении незаконнорожденных сыновей у князя Владимира от попадьи, но без указания имён. Также в летописи (под той же датой) указывается, что сын галицкого князя был женат на Феодоре, дочери Романа Мстиславича, волынского князя. Но брак этот продлился недолго (возможно в 1187—1188 годах). Потом был вывезен своим отцом в Венгрию, где он потом вместе со всей семьёй оставался какое-то время в заточении у венгерского короля, пока они не сбежали.
В папской грамоте под 1218 годом на подтверждение дарения одному венгерскому монастырю имеется такой текст:

«Basilica et Iohanne Blandemero Russorum regibus apud Galiziam vobis concessum».
Л. Войтович, следуя за Н. Баумгартеном, считает, что безымянных сыновей князя Владимира из летописи нужно соотносить с упоминаемыми под 1218 годом в документе в качестве претендентов на галицкий престол. Тем самым сыновья князя Владимира Ярославовича приобретали имена Василько и Владимир-Иван. Кроме того, историк уверен, что венгры могли ими воспользоваться в борьбе за Галицкое княжество. С этим не согласны Ф. Б. Успенский и А. Ф. Литвина, указывающие на сомнительность такого сопоставления, так как в летописи не указываются имена княжичей и они никогда не были князьями Галича. Учитывается также невозможность сочетания мирского имени Владимир Владимирович.